# Plettkea cryptantha
Plettkea cryptantha är en nejlikväxtart som beskrevs av Johannes Mattfeld. Plettkea cryptantha ingår i släktet Plettkea och familjen nejlikväxter. Inga underarter finns listade i Catalogue of Life.